# Kerk van Kallio
De kerk van Kallio (Fins:Kallion kirkko, Zweeds: Berghälls kyrka) is een door Lars Sonck ontworpen bouwwerk in Helsinki. Het gebouw werd in 1912 voltooid en is in het stadsbeeld een van de voornaamste vertegenwoordigers van de nationaal-romantische Finse jugendstil. 
De met grijs graniet beklede kerk staat op een heuvel, waardoor de opvallende, 65 meter hoge toren tot 94 meter boven zeeniveau komt. De toren vormt het eindpunt van verschillende zichtassen, waarvan een 2,5 lange rechte weg vanuit het zuiden de voornaamste is. Bij helder kan men vanaf de toren Estland zien liggen.
De kerk van Kallio, die strikt symmetrisch van opzet is, was de derde kerk die Sonck ontwierp. Hij had de opdracht voor de bouw gekregen, nadat de lutherse gemeente van het groeiende Helsinki in 1906 een wedstrijd had uitgeschreven voor een kerk voor een nieuwe gemeente in de wijk Kallio, die ten noordoosten van het centrum ligt. De eerstesteenlegging vond plaats op 13 juli 1908 en vier jaar later werd de kerk ingewijd.
Het interieur wordt overspannen door een tongewelf en is voorzien van een galerij met rondbogen. De wandbeschildering dateert uit de tijd van de bouw. Van later datum zijn de koperen kroonluchters (Paavo Tynell, 1932) en het houten retabel (Hannes Autere, 1956). Het huidige hoofdorgel dateert uit 1995 en is gebouwd door Åkerman & Lund uit Zweden. 
In de toren hangen zeven klokken. Op vier ervan wordt dagelijks om 12 uur en om 6 uur 's middags een koraal van Sibelius gespeeld (Kellosavel Kallion kirkossa op. 65b), dat de componist in 1911 speciaal voor deze kerk schreef.
De kerk wordt geregeld gebruikt voor concerten.